# Patriottische Beweging voor de Nationale Wedergeboorte
De Patriottische Beweging voor de Nationale Wedergeboorte (Pools: Patriotyczny Ruch Odrodzenia Narodowego, afk. PRON) was een Poolse mantelorganisatie van de communistische Poolse Verenigde Arbeiderspartij (PZPR) ten tijde van de Jaruzelski-dictatuur.
PRON werd op 17 december 1982 in het leven geroepen en verving het Front Jedności Narodu (Nationaal Front), een volksfront dat echter sinds het einde van de jaren '70 betekenisloos was geworden.
Tot PRON traden in eerste instantie de volgende "patriottische" partijen en organisaties toe:
- PZPR - Poolse Verenigde Arbeiderspartij
- ZSL - Poolse Boerenpartij
- SD - Democratische Partij
- Stowarzyszenie PAX - PAX Vereniging
- ChSS - Christelijk Sociale Unie
- PZKS - Poolse Katholieke Sociale Unie.

Later werd de PRON uitgebreid met nagenoeg alle grotere maatschappelijke organisaties die in de jaren 1983-1989 actief waren. Naast bovengenoemde politieke partijen waren dat onder meer vakbonden, jongerenorganisaties (inclusief de padvinderij), sportorganisaties en hobbyverenigingen. Iedereen die van zo'n organisatie lid was, was – meestal zonder het zelf te weten – daarmee automatisch ook lid van de PRON. Mensen die lid waren van meerdere organisaties, hadden daardoor ook meerdere lidmaatschappen, wat tot de merkwaardige situatie leidde dat de PRON op papier meer leden had dan Polen inwoners. Ook kon men op individuele basis lid worden van de PRON; in de meeste gevallen waren dit bekende mensen die hiertoe, vaak niet zonder enige druk, waren uitgenodigd.
Voorzitter van de PRON was de rooms-katholieke schrijver Jan Dobraczyński (PAX). In 1989 werd de PRON ontbonden als gevolg van de veranderingen in Midden- en Oost-Europa.